# 苗淑菊
苗淑菊（1943年7月—），女，山东桓台人，中华人民共和国政治人物，曾任山东省工商业联合会会长，山东省政协副主席，第九、十届全国政协委员。

## 家庭
父亲苗海南，曾任山东省政协副主席。